# Чилдресс, Рэндольф
Рэндольф Чилдресс (англ. Randolph Childress; род. 21 сентября 1972 года, Вашингтон, округ Колумбия, США) — американский профессиональный баскетболист и тренер.

## Ранние годы
Рэндольф Чилдресс родился в городе Вашингтон (округ Колумбия), учился в Октонской школе Флинт-Хилл (штат Виргиния), в которой играл за местную баскетбольную команду.

## Студенческая карьера
После окончания школы Чилдресс поступил в Университет Уэйк-Форест, где в течение четырёх лет выступал за команду «Уэйк-Форест Димон Диконс», в которой провёл успешную карьеру, набрав в итоге 2208 очков, 360 подборов, 472 передачи, 180 перехватов и 22 блок-шота. При Чилдрессе «Демон Дьяконс» один раз выигрывали регулярный чемпионат и турнир конференции Атлантического Побережья (1995), а также четыре года подряд выходили в плей-офф студенческого чемпионата США (1992—1995). В сезонах 1992/1993 и 1994/1995 годов «Демон Дьяконс» выходили в 1/8 финала турнира NCAA (англ. Sweet Sixteen), где проиграли командам «Кентукки Уайлдкэтс» (69—103) и «Оклахома Стэйт Ковбойз» (66—71) соответственно.
В 1995 году Чилдресс был признан самым ценным игроком турнира конференции Атлантического Побережья (ACC). К победе в турнире Рэндольф привёл «Демон Дьяконс» вместе со второкурсником Тимом Данканом, набирая в среднем за игру по 35,7 очков и 7,0 передачи. В финале турнира против команды «Северная Каролина Тар Хилз», ведомой Джерри Стэкхаусом и Рашидом Уоллесом, Чилдресс набрал 37 очков и сделал 7 передач, забросив победный бросок за 4 секунды до конца овертайма (82—80). В 2002 году к пятидесятилетнему юбилею конференции Атлантического Побережья он был включён в символическую сборную, в которую вошли пятьдесят величайших игроков за всю историю ACC.

## Карьера в НБА
Играл на позиции разыгрывающего защитника. В 1995 году был выбран на драфте НБА под 19-м номером командой «Детройт Пистонс», однако, не сыграв за неё ни одного матча, позднее был обменян в клуб «Портленд Трэйл Блэйзерс». Всего в НБА провёл 2 сезона. В 1995 году Чилдресс признавался спортсменом года среди студентов конференции Атлантического Побережья, а также включался во 2-ю всеамериканскую сборную NCAA. Всего за карьеру в НБА сыграл 51 игру, в которых набрал 124 очка (в среднем 2,4 за игру), сделал 25 подборов, 49 передач, 17 перехватов и 1 блок-шот.
24 января 1997 года Чилдресс был обменян вместе с Реджи Джорданом и Аароном Макки на Стэйси Огмона обратно в «Пистонс», где провёл всего четыре игры, а перед началом следующего сезона, 9 октября того же года, «Поршни» отказались от его услуг, после чего он закончил свою карьеру в НБА.

## Зарубежная карьера
После досрочного завершения профессиональной карьеры в НБА Рэндольф Чилдресс в 1997 году переехал в Европу, где сначала отыграл два сезона в чемпионате Турции за команды «Тофаш СК» и «Комбассан Конья», после чего переехал во Францию, где в течение одного сезона играл за клуб «Шоле». В 2000 году перебрался в Италию, где на протяжении трёх сезонов выступал за «Рекорд Наполи» и «Рида Скафати». В эти же годы успел немного поиграть в чемпионате Австралазии за «Сидней Кингз» и ещё раз во Франции за «СЛУК Нанси». В 2004 году Чилдресс вернулся в Италию, где задержался уже надолго, постоянно меняя клубную прописку. За семь лет он успел поиграть в пяти разных командах: «Премиата Монтегранаро», «Пепси Казерта», «Кимберио Варезе», «Динамо Сассари» и «Маццео Сан-Северо», а в 2011 году завершил игровую карьеру.

## Тренерская карьера
После завершения профессиональной карьеры игрока, в апреле 2012 года, Рэндольф Чилдресс устроился на должность директора по развитию игроков в родную команду «Уэйк-Форест Димон Диконс». В апреле 2013 года пошёл на повышение после назначения на пост помощника главного тренера, на котором работает и в настоящее время.

## Статистика

### Статистика в НБА
| Сезон                                                                                    | Команда  | Регулярный сезон | Регулярный сезон | Регулярный сезон | Регулярный сезон | Регулярный сезон | Регулярный сезон | Регулярный сезон | Регулярный сезон | Регулярный сезон | Регулярный сезон | Регулярный сезон | Серия плей-офф | Серия плей-офф | Серия плей-офф | Серия плей-офф | Серия плей-офф | Серия плей-офф | Серия плей-офф | Серия плей-офф | Серия плей-офф | Серия плей-офф | Серия плей-офф |
| Сезон                                                                                    | Команда  | GP               | GS               | MPG              | FG%              | 3P%              | FT%              | RPG              | APG              | SPG              | BPG              | PPG              | GP             | GS             | MPG            | FG%            | 3P%            | FT%            | RPG            | APG            | SPG            | BPG            | PPG            |
| ---------------------------------------------------------------------------------------- | -------- | ---------------- | ---------------- | ---------------- | ---------------- | ---------------- | ---------------- | ---------------- | ---------------- | ---------------- | ---------------- | ---------------- | -------------- | -------------- | -------------- | -------------- | -------------- | -------------- | -------------- | -------------- | -------------- | -------------- | -------------- |
| 1995/96                                                                                  | Портленд | 28               | 0                | 8,9              | 31,6             | 27,7             | 81,5             | 0,7              | 1,1              | 0,3              | 0,0              | 3,0              | Не участвовал  | Не участвовал  | Не участвовал  | Не участвовал  | Не участвовал  | Не участвовал  | Не участвовал  | Не участвовал  | Не участвовал  | Не участвовал  | Не участвовал  |
| 1996/97                                                                                  | Портленд | 19               | 0                | 6,6              | 33,3             | 18,8             | 75,0             | 0,3              | 0,8              | 0,4              | 0,0              | 1,5              | Не участвовал  | Не участвовал  | Не участвовал  | Не участвовал  | Не участвовал  | Не участвовал  | Не участвовал  | Не участвовал  | Не участвовал  | Не участвовал  | Не участвовал  |
| 1996/97                                                                                  | Детройт  | 4                | 0                | 7,5              | 40,0             | 66,7             | -                | 0,3              | 0,5              | 0,5              | 0,0              | 2,5              | Не участвовал  | Не участвовал  | Не участвовал  | Не участвовал  | Не участвовал  | Не участвовал  | Не участвовал  | Не участвовал  | Не участвовал  | Не участвовал  | Не участвовал  |
|                                                                                          | Всего    | 51               | 0                | 7,9              | 32,8             | 27,3             | 80,0             | 0,5              | 1,0              | 0,3              | 0,0              | 2,4              | Не участвовал  | Не участвовал  | Не участвовал  | Не участвовал  | Не участвовал  | Не участвовал  | Не участвовал  | Не участвовал  | Не участвовал  | Не участвовал  | Не участвовал  |
| Наведите курсор мыши на аббревиатуры в заголовке таблицы, чтобы прочесть их расшифровку. |          |                  |                  |                  |                  |                  |                  |                  |                  |                  |                  |                  |                |                |                |                |                |                |                |                |                |                |                |

### Статистика в NCAA
| Сезон | Команда     | Conf  | Class | GP  | GS | MPG  | FG%  | 3P%  | FT%  | RPG | APG | SPG | BPG | PPG  |
| --- | ----------- | ----- | ----- | --- | -- | ---- | ---- | ---- | ---- | --- | --- | --- | --- | ---- |
| 1990/91 | Уэйк-Форест | ACC   | FR    | 29  | 1  | 24,4 | 44,9 | 38,6 | 77,2 | 2,1 | 2,2 | 1,5 | 0,1 | 14,0 |
| 1992/93 | Уэйк-Форест | ACC   | SO    | 30  | 29 | 34,3 | 48,4 | 44,2 | 81,0 | 2,8 | 4,2 | 1,4 | 0,1 | 19,7 |
| 1993/94 | Уэйк-Форест | ACC   | JR    | 29  | 28 | 35,1 | 41,5 | 36,8 | 78,9 | 3,4 | 3,9 | 1,6 | 0,2 | 19,6 |
| 1994/95 | Уэйк-Форест | ACC   | SR    | 32  | 32 | 38,0 | 43,8 | 38,4 | 83,3 | 3,6 | 5,2 | 1,5 | 0,2 | 20,1 |
| Всего | Всего       | Всего | Всего | 120 | 90 | 33,1 | 44,6 | 39,5 | 80,4 | 3,0 | 3,9 | 1,5 | 0,2 | 18,4 |
| Наведите курсор мыши на аббревиатуры в заголовке таблицы, чтобы прочесть их расшифровку Статистика приведена с сайта sports-reference.com |             |       |       |     |    |      |      |      |      |     |     |     |     |      |

### Статистика в других лигах
| Сезон | Команда          | Лига             | GP | GS | MPG  | FG%  | 3P%  | FT%  | RPG | APG | SPG | BPG | PFL | TOV | PPG  |
| --- | ---------------- | ---------------- | -- | -- | ---- | ---- | ---- | ---- | --- | --- | --- | --- | --- | --- | ---- |
| 2006/07 | Сутор            | Чемпионат Италии | 34 | 30 | 31,8 | 42,3 | 29,9 | 75,5 | 2,8 | 4,0 | 2,2 | 0,0 | 2,7 | 3,3 | 11,6 |
| 2009/10 | Варезе           | Чемпионат Италии | 28 | 20 | 27,7 | 43,1 | 36,6 | 79,1 | 2,3 | 4,6 | 1,5 | 0,0 | 2,4 | 3,1 | 9,3  |
| 2010/11 | Динамо (Сассари) | Чемпионат Италии | 1  | 1  | 29,0 | 14,3 | 0,0  | 50,0 | 1,0 | 7,0 | 0,0 | 0,0 | 2,0 | 3,0 | 3,0  |
| Всего | Всего            | Всего            | 63 | 51 | 29,9 | 42,2 | 32,0 | 76,7 | 2,5 | 4,3 | 1,9 | 0,0 | 2,5 | 3,2 | 10,4 |
| Наведите курсор мыши на аббревиатуры в заголовке таблицы, чтобы прочесть их расшифровку Статистика приведена с сайта basketball.realgm.com |                  |                  |    |    |      |      |      |      |     |     |     |     |     |     |      |